# 康斯坦丁·扎图林
康斯坦丁·费奥多罗维奇·扎图林（羅馬化：Konstantin Fyodorovich Zatulin；1958年9月7日—）是俄罗斯政治人物、国家杜马独联体以及俄罗斯侨民关系委员会第一副主席。在国家杜马中，他代表索契选区。
扎图林对于北哈萨克斯坦的大俄罗斯主义予以支持。

## 制裁
扎图林于2022年因俄乌战争而受到英国政府制裁。